# Chorizococcus herbicola
Chorizococcus herbicola är en insektsart som först beskrevs av William Miles Maskell 1891.  Chorizococcus herbicola ingår i släktet Chorizococcus och familjen ullsköldlöss. Inga underarter finns listade i Catalogue of Life.